# Branchinecta lynchi
Branchinecta lynchi é uma espécie de crustáceo da família Branchinectidae.
É endémica dos Estados Unidos da América. 